# Horváth Béla (labdarúgó, 1942)
Horváth Béla (Marosvásárhely, 1942. április 30. – Győr, 2006. április 13.) magyar labdarúgó, csatár, sportvezető.

## Pályafutása
A BVSC csapatában kezdte a labdarúgást. 1967-ben az NB I/B-ben gólkirályi címet szerzett. 1968 és 1973 között a Rába ETO játékosa volt. Az élvonalban 1968. március 3-án mutatkozott be a Csepel ellen, ahol csapat 1–0-s vereséget szenvedett. Az élvonalban 13 mérkőzésen szerepelt és 22 gólt szerzett.
Játékos pályafutásának befejezése után az ETO technikai vezetője volt két időszakban. Az MLSZ-nél a szabályzatok módosításával foglalkozó bizottságban és az átigazolási bizottságban tevékenykedett. A Győr-Moson-Sopron megyei Labdarúgó-szövetség fegyelmi bizottságának az elnöke is volt.

## Sikerei, díjai
- Magyar bajnokság – NB I/B
  - gólkirály: 1967